# The Last Five Years
Pour l’article homonyme, voir The Last Five Years (film).
The Last Five Years est un drame musical américain d'un acte écrit par Jason Robert Brown. Les premières représentations eurent lieu à Chicago en 2001 et se sont ensuite produites hors-Broadway en mars 2002. La pièce, connaissant un grand succès, est désormais jouée très fréquemment aux États-Unis et dans le monde.

## L'histoire
La pièce narre les cinq années de relations entre Jamie Wellerstein, romancier prometteur, et Cathy Hiatt, une actrice qui essaie de percer. L'histoire dévoile tous les événements que pourrait parcourir un jeune couple, de leur rencontre à leur séparation. Le scénario utilise une façon originale de raconter l'histoire, que Cathy "traverse" à l'envers (en commençant par la fin) et que Jamie parcourt chronologiquement, du début à la fin. Pendant la pièce, les deux acteurs ne communiquent pas directement, sauf lors du chant des noces.

## La musique
Les genres musicaux sont multiples : on retrouve de la musique pop, du jazz, du classique, du rock, du folk, etc. L'orchestration se compose d'un piano, d'une guitare, d'une guitare basse, de deux violoncelles et d'un violon.
L'album de The Last Five Years est sorti aux États-Unis en avril 2002.

## Première en France
En juin 2013, The Last Five Years est présenté pour la première fois en France. Dans la production parisienne, interprétée en anglais, le couple d'amoureux Jamie-Cathy est incarné par un duo franco-américain : Miranda Crispin et Jonathan Wagner. La mise en scène est de Stéphane Ly-Cuong et la direction musicale est assurée par John Florencio.
Une nouvelle production est en cours pour 2025. Cette fois, tout le spectacle sera présenté en français. 

### Liste des chansons
- Still Hurting (Cathy)
- Shiksa Goddess (Jamie)
- See I'm Smiling (Cathy)
- Moving Too Fast (Jamie)
- A Part of That (Cathy)
- The Shmuel Song (Jamie)
- A Summer in Ohio (Cathy)

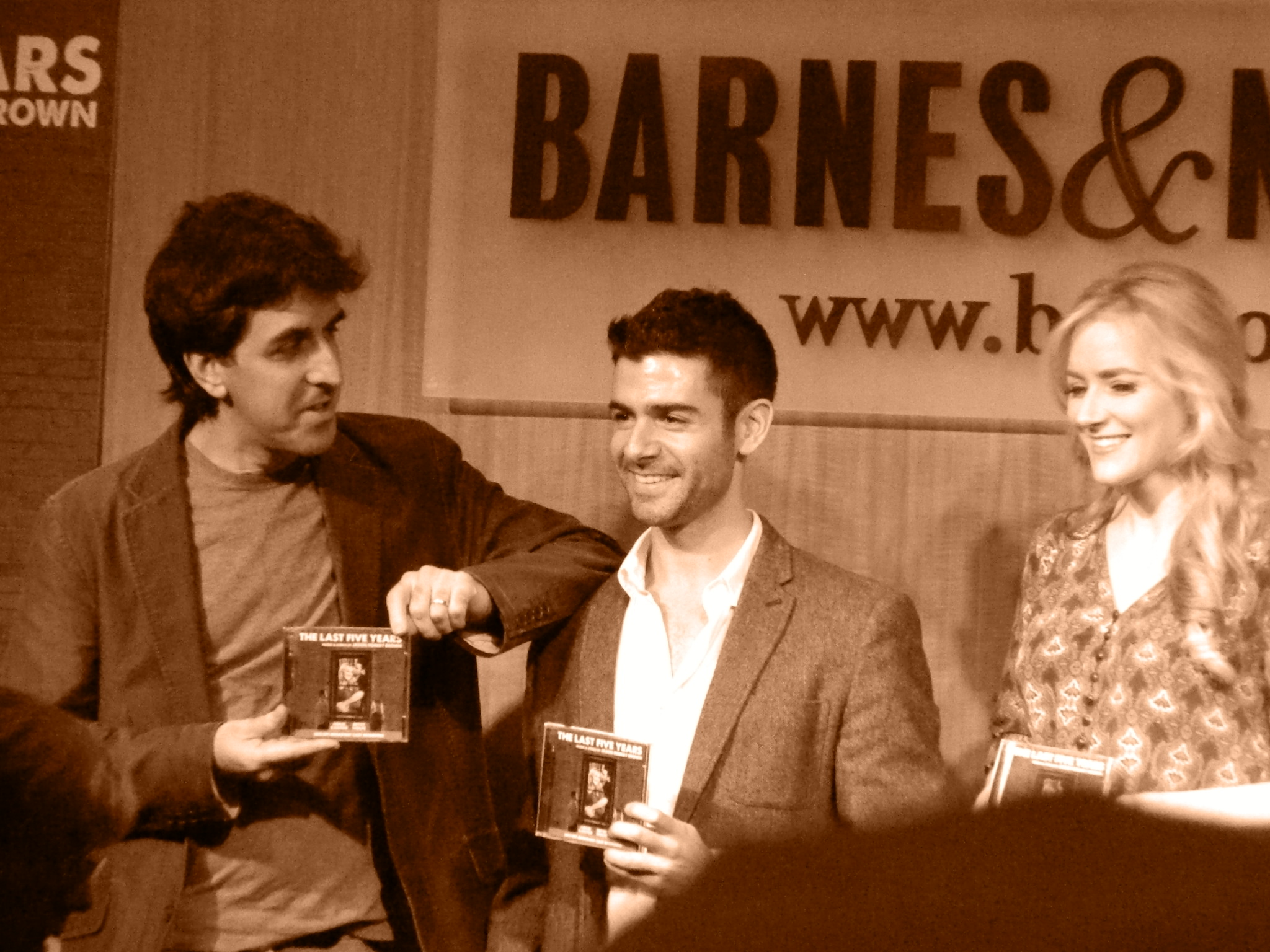
Jason Robert Brown, Adam Kantor et Betsy Wolfe lors d'une dédicace de l'album du spectacle en 2013.

- The Next Ten Minutes (Jamie & Cathy)
- A Miracle Would Happen/When You Come Home to Me (Jamie/Cathy)
- Climbing Uphill/Audition Sequence (Cathy)
- If I Didn't Believe in You (Jamie)
- I Can Do Better Than That (Cathy)
- Nobody Needs to Know (Jamie)
- Goodbye Until Tomorrow/I Could Never Rescue You (Cathy/Jamie)

La chanson "I Could Be In Love With Someone Like You" (Jamie) a légalement dû être supprimée par Jason Robert Brown car elle était trop autobiographique. Elle a été remplacée par "Shiksa Goddess".

## Distribution
| Personnage        | Chicago (2001)   | Off-Broadway (2002) | Off-Broadway (2013) | Adaptation cinéma (2014) | Off West End (2016) | São Paulo (2018) |
| ----------------- | ---------------- | ------------------- | ------------------- | ------------------------ | ------------------- | ---------------- |
| Jamie Wellerstein | Norbert Leo Butz | Norbert Leo Butz    | Adam Kantor         | Jeremy Jordan            | Jonathan Bailey     | Beto Sargentelli |
| Cathy Hiatt       | Lauren Kennedy   | Sherie Rene Scott   | Betsy Wolfe         | Anna Kendrick            | Samantha Barks      | Eline Porto      |